# Lenguas bubi-benga
Las lenguas bubi-benga son un conjunto de lenguas africanas pertenecientes a la familia de lenguas bantúes, clasificadas dentro de la Zona A. Son habladas en varios países del Golfo de Guinea.

## Lenguas

### Idioma bubi
El idioma bubi es la principal lengua de la isla de Bioko, hacia 1995 el número de hablantes se estimaba en 40 000. Es una lengua bantú del área geográfica A (en la clasificación de Guthrie).

### Idioma benga
El benga se habla en el litoral sur de Río Muni entre los ndowé por unas 3000 personas y se considera claramente emparentado con el bubi.

### Idioma batanga
También el batanga, hablado al norte del benga por unas 9000 personas en Guinea Ecuatorial (en Gabón habría otros 6000 hablantes). Se habla en la parte sur de la región litoral de Río Muni. Se lo considera relacionado con el benga.

### Idioma yasa
El yasa (también llamado yassa o lyassa) se considera también una lengua bubi-benga hablada por unas 900 personas (2000). Se habla en el litoral fronterizo entre Camerún y Guinea Ecuatorial.